# Asian dreams (documentaire van Jack Jersey)
Asian dreams is een muziekdocumentaire uit 1977 van Jack Jersey. De opnames werden in september 1977 in Indonesië gemaakt onder regie van Theo Ordeman. De AVRO zond op zondag 3 december van dat jaar de documentaire van vijftig minuten uit op Nederland 1. Later werd hij ook nog herhaald. De documentaire maakt ook deel uit van de bonus-dvd die in 2007 meegeleverd werd bij de cd Asian dreams and greatest hits.

## Organisatie
Aan de reis ging veel organisatie vooraf, waarbij het filmen al tijdens de vliegreis begon. Bij elkaar waren 38 vergunningen nodig om op gewenste locaties te kunnen filmen. De filmploeg van de AVRO bestond uit acht personen: regisseur Theo Ordeman, twee camera- en twee geluidsmensen, een algemeen assistent en een regie-assistent. In Indonesië voegde zich nog een ambtenaar van het ministerie van Informatie bij de ploeg. De laatste regelde lokaal de benodigde vergunningen, maar zorgde ook dat niet op film vastgelegd werd wat gevoelig lag, zoals gevangenenkampen. Daarnaast reisden van JR Productions nog zijn broer Dick de Nijs, een promotieman en een productieman naar Indonesië af, onder meer ter voorbereiding op de filmopnames.
Om de opnames te maken werden er bij elkaar 50 vlieguren gemaakt en honderden kilometers over slecht begaanbare wegen afgelegd. Er werden vijftig filmrollen met zeven uur film opgenomen, waaruit de documentaire van 50 minuten werd gemonteerd.
Op 2 december 1977, een dag voor de televisie-uitzending, verscheen de elpee Asian dreams waarvan de opgenomen liedjes afkomstig waren.

## Opnames
De ploeg kwam aan op woensdagavond 14 september en hield meteen 's avonds een eerste regiebespreking. De volgende dag werd She was dynamite opgenomen tijdens een rondrit in het nieuwe Jakarta. In de nacht van vrijdag op zaterdag reisde de ploeg naar zijn geboortedorp Cimahi. Hier waren de bewoners voor hem uitgelopen en lieten ze een welkomstdans zien. 's Middags werd tussen jongeren uit het dorp een oud Maleis liedje opgenomen.
In de nacht werd teruggereden en vervolgens ging de ploeg met het vliegtuig naar Yogyakarta. Vanwege de hoge temperatuur en de vermoeidheid werd een vrije dag ingelast. Op dinsdag werden opnames gemaakt in de Borobudur en op woensdag bij een groentemarkt in de stad en in het paleis van de sultan. De ploeg werd hier verwelkomd door prins Prabuningrat, een broer van de sultan.
De dag erna vertrok het gezelschap naar Bali, waar ze verwelkomd werden door een dansgroep en een gamelan-orkest. De opnames op het Schildpaddeneiland kwamen te vervallen. Op een na, waren er die dag namelijk geen schildpadden te zien. In de Apentempel op Sangeh liepen voldoende apen rond, zodat opnames daar wel slaagden. Verder werden de rijstvelden gefilmd met de beekjes waar vrouwen de was deden en werden opnames gemaakt van een barongdans. Aan het eind van de reis waren er negen liedjes van zijn elpee Asian dreams opgenomen.

## Weerzien

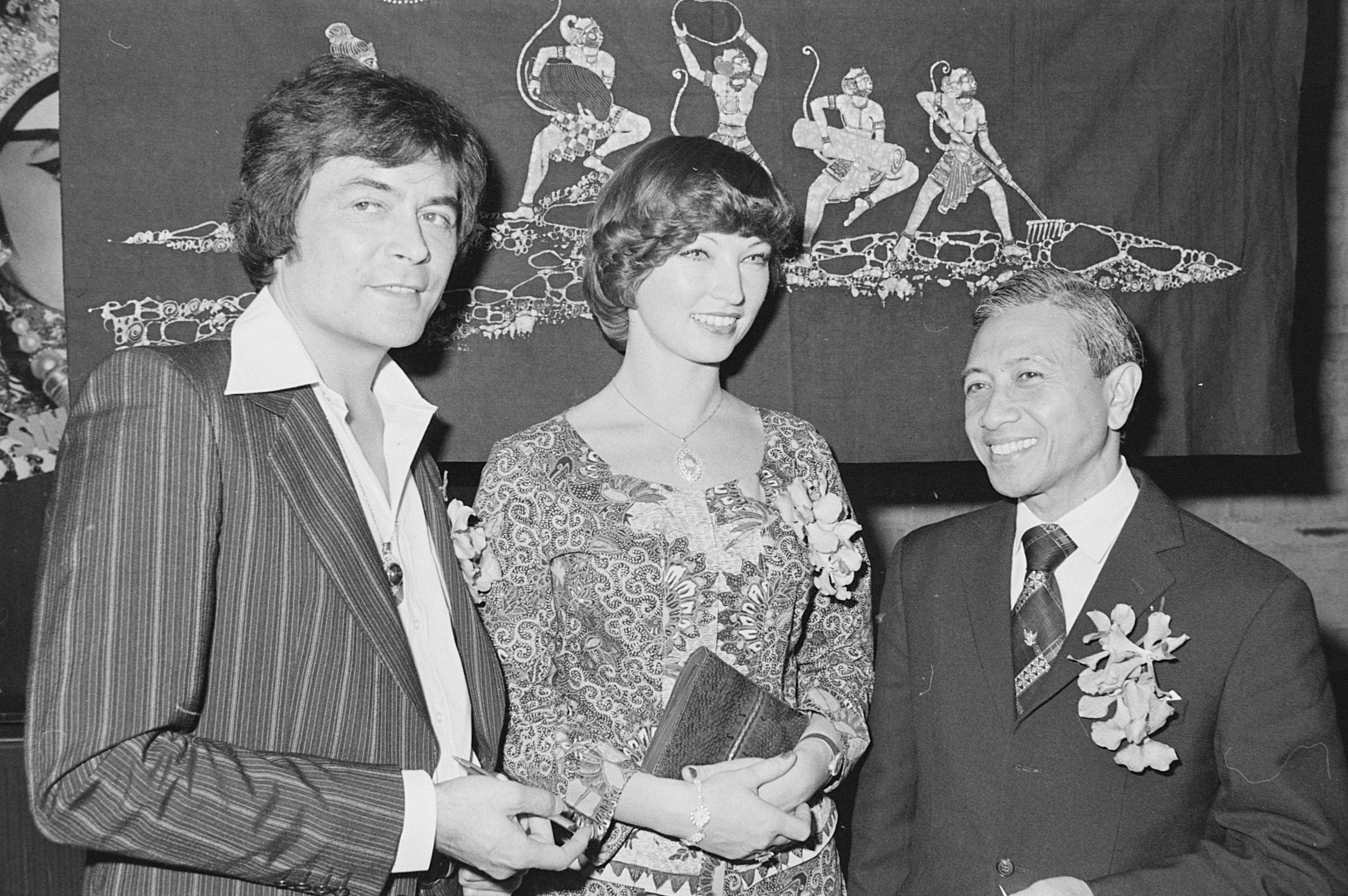
Presentatie van de elpee Asian dreams in bijzijn van de waarnemende Indonesische ambassadeur Sudarmo Martonagoro.

Voor Jack de Nijs ('Jersey') was de reis een indrukwekkende gebeurtenis, omdat hij voor het eerst sinds 25 jaar terugkeerde in Indonesië en zijn geboorteplaats Cimahi. Hier ontmoette hij de twee oude mannen, bappa (vader/meneer) Utjèh en oom Mang Ageb, die hem daar mede hadden opgevoed. Ook zag hij zijn geboortehuis terug, dat hij zich nog amper kon herinneren. Hij ervoer opnieuw de gastvrijheid en vriendelijkheid van de mensen, maar zag in contrast ook de armoede en vond dat het op sommige plekken "verschrikkelijk kon stinken". Een voorbeeld hiervan was de haven van Jakarta waar hij zich verbaasde dat de mensen in het vieze water rondzwommen en zelfs zichzelf wasten. Dit beeld had hij niet voor ogen gehad toen hij het lied Asian Dreams componeerde. Ook lag er veel vuil langs de kant van de weg. Teruggekeerd in het hotel, schaamde hij zich dat hij in het waanzinnig grote ligbad zich kon wentelen om het zweet van zich af te spoelen.
In Jakarta trof hij Achmad Albar, de voormalige voorman van Cloverleaf, voor wie hij tussen 1969 en 1971 een vijftal hits had geproduceerd. Albar was daarna teruggekeerd naar Indonesië. Tijdens het bezoek in 1977 was hij daar inmiddels uitgegroeid tot een tv-bekendheid.